# Cortinarius collinitus
Cortinarius collinitus (James Sowerby, 1795 ex Samuel Frederick Gray, 1821), sin. Cortinarius muscigenus (Charles Horton Peck, 1888), a încrengăturii Basidiomycota, din familia Cortinariaceae și genul Cortinarius,  este o ciupercă comestibilă, denumită în popor burete mâzgos (bureți mâzgoși) sau ciuciuleți băloși. Acest burete coabitează, fiind un simbiont micoriza (formează micorize pe rădăcinile arborilor). În România, Basarabia și Bucovina de Nord, se dezvoltă pe soluri acre silicoase, mult mai rar și pe cele calcaroase, în grupuri mici sau solitar, în păduri de conifere mai ales sub molizi, dar de asemenea pe lângă pini, ocazional chiar și în cele de foioase. Apare de la deal la munte (de asemenea în regiuni montane până la o altidudine de 2.000 m), dar nu în câmpie, din iulie până în octombrie, fiind o specie frecvent întâlnită.

## Descriere

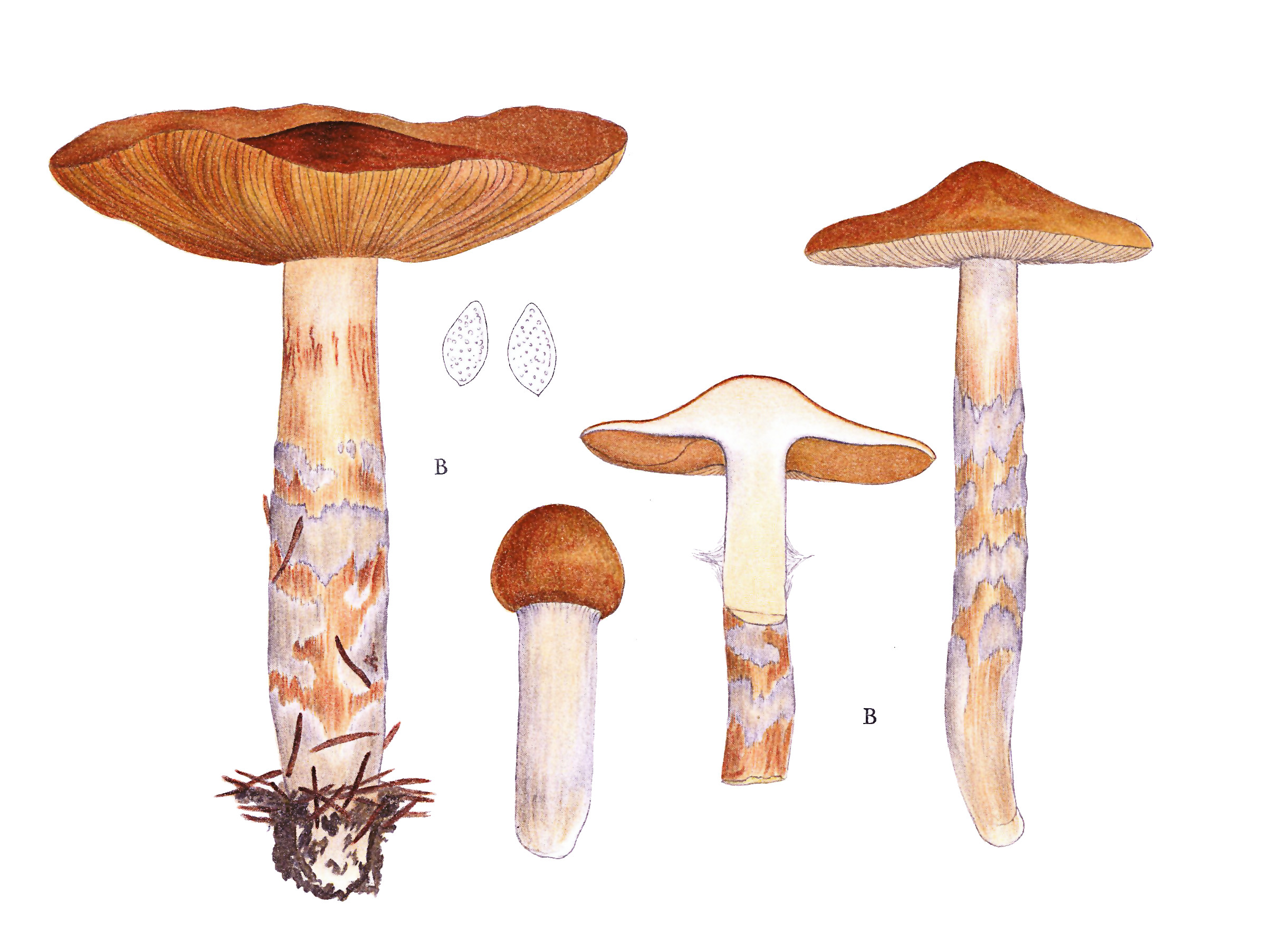
J.E.Lange: Cortinarius collinitus

- Pălăria: are un diametru între 3 și 8 (12) cm, este la început boltită semisferic cu marginile răsucite înspre interior, dar devine în  scurt timp convexă și apoi plată, în centru adâncită, foarte des cu un gurgui turtit. Cuticula este netedă și unsuroasă până mucoasă. Coloritul variază, fiind brun-auriu deschis, ocru-roșcat sau brun-cărămiziu.
- Lamelele: sunt dese, subțiri, ușor bombate, înalte și bifurcate precum aderate la picior, fiind învăluite la început de o cortină albicioasă, rest al vălului parțial, la bătrânețe ondulate. Coloritul este inițial palid violaceu, devenind cu vârsta ruginiu. Muchile pot fi nu rar albuie.
- Piciorul: este nu forte gros, mai mult sau mai puțin cilindric precum subțiat spre bază și are o lungime de 5-10 (14) cm, iar o lățime de 1-2 cm. Exteriorul este unsuros-mucos ca cuticula, originar albuie cu nuanțe maronii, dar din cauza mucului cu aspect violaceu, spre pălărie alb, presărat de solzișori albicioși, rămășite ale vălului parțial.
- Carnea: este destul de compactă, albicioasă până crem-gri, piciorul spre vârf cu tonuri slabe de violet, spre bază cu nuanțe maronii. Mirosul este imperceptibil, gustul neutral, nu neplăcut.
- Caracteristici microscopice: are spori elipsoidali, în formă de alune și verucoși, de colorit ruginiu, cu o mărime de 12-16,5 x 6,5-8 microni. Pulberea lor este de aceiași culoare.[3][4]
- Reacții chimice: Carnea se colorează cu anilină de fenol după câteva minute roșu, apoi înnegrind roșu închis, carnea și cuticula cu hidroxid de potasiu brun și carnea cu tinctură de Guaiacum foarte încet albastru-verzui.[5][6]

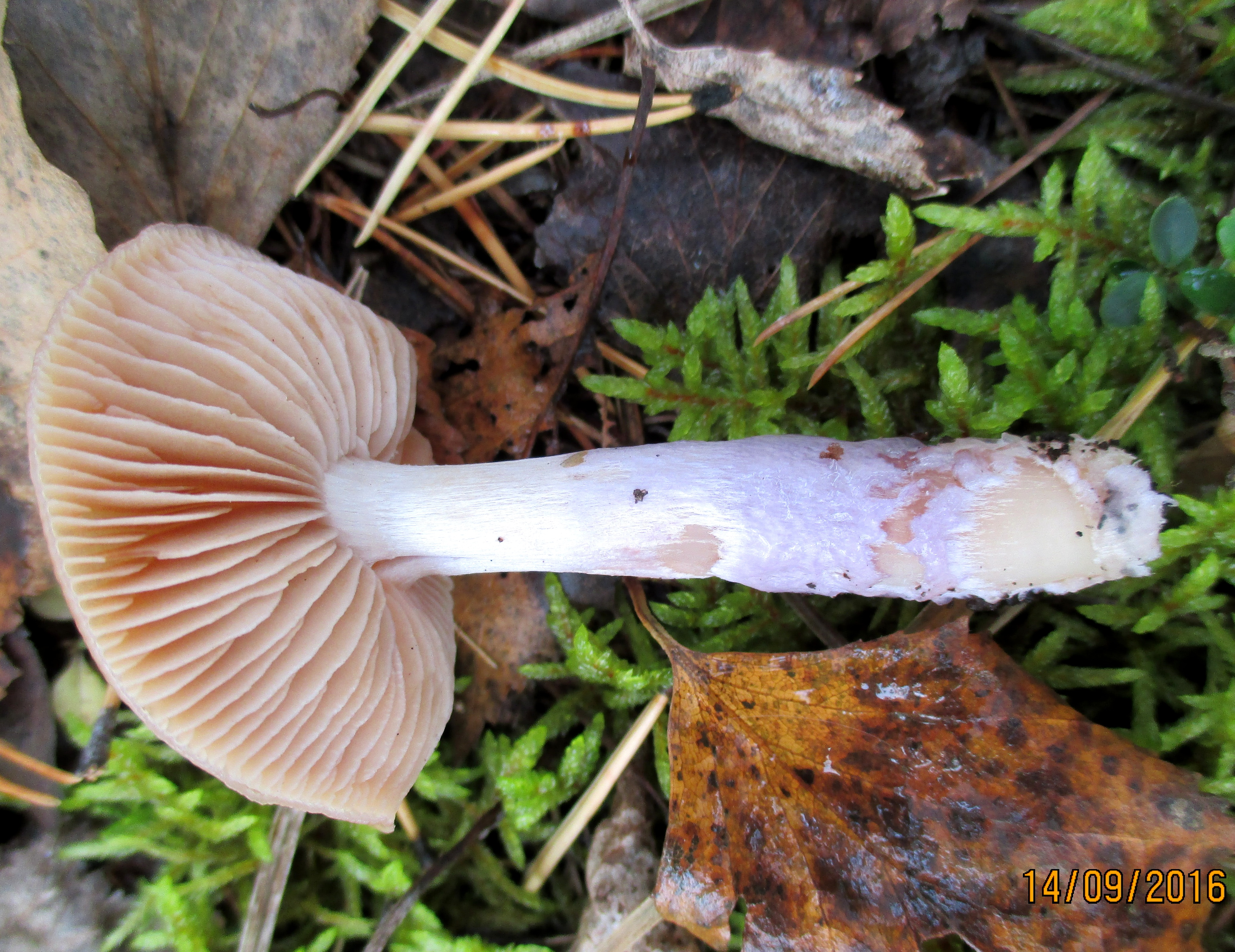
C. collinitus, lamele și picior
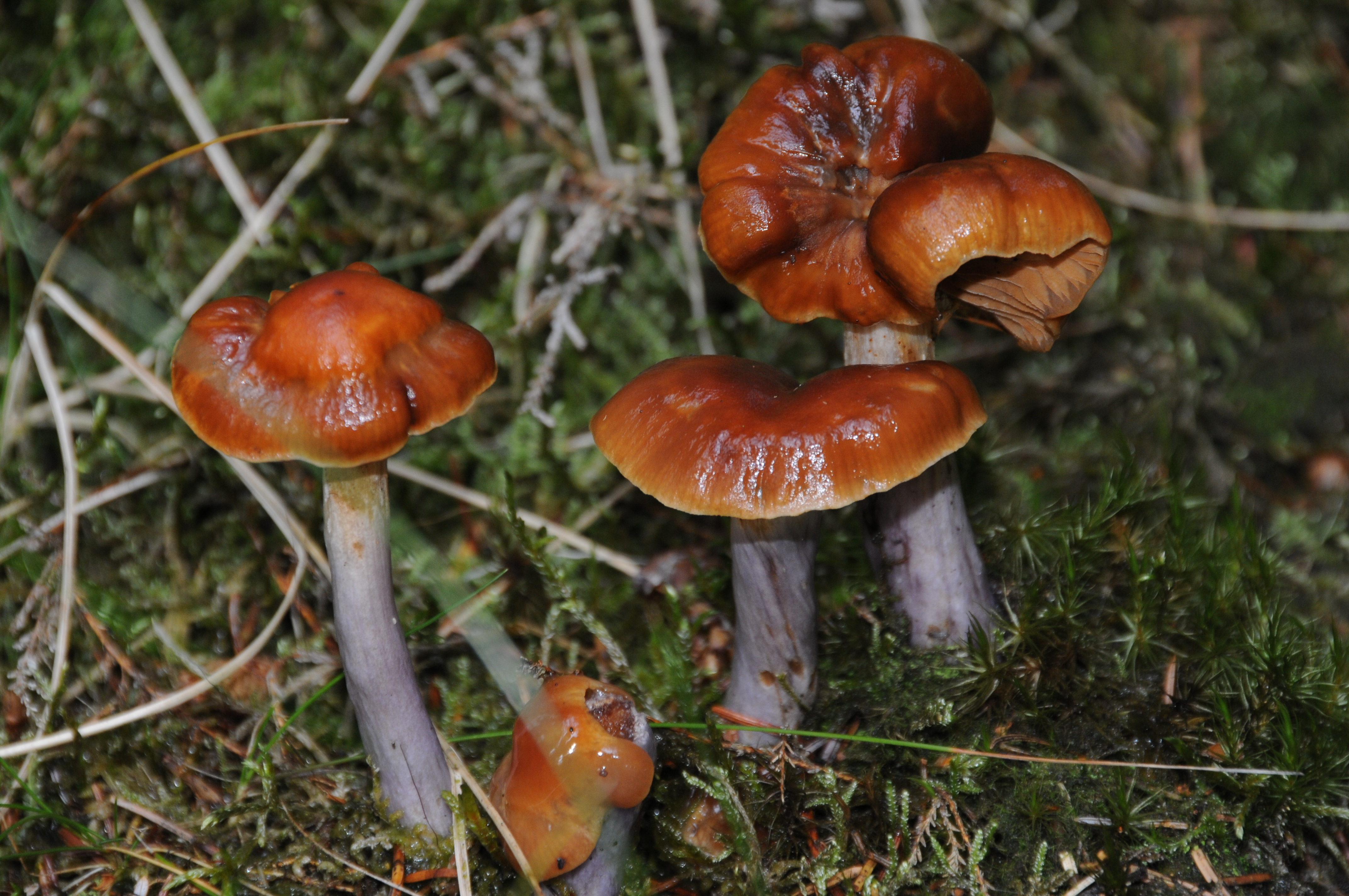
C. collinitus mature
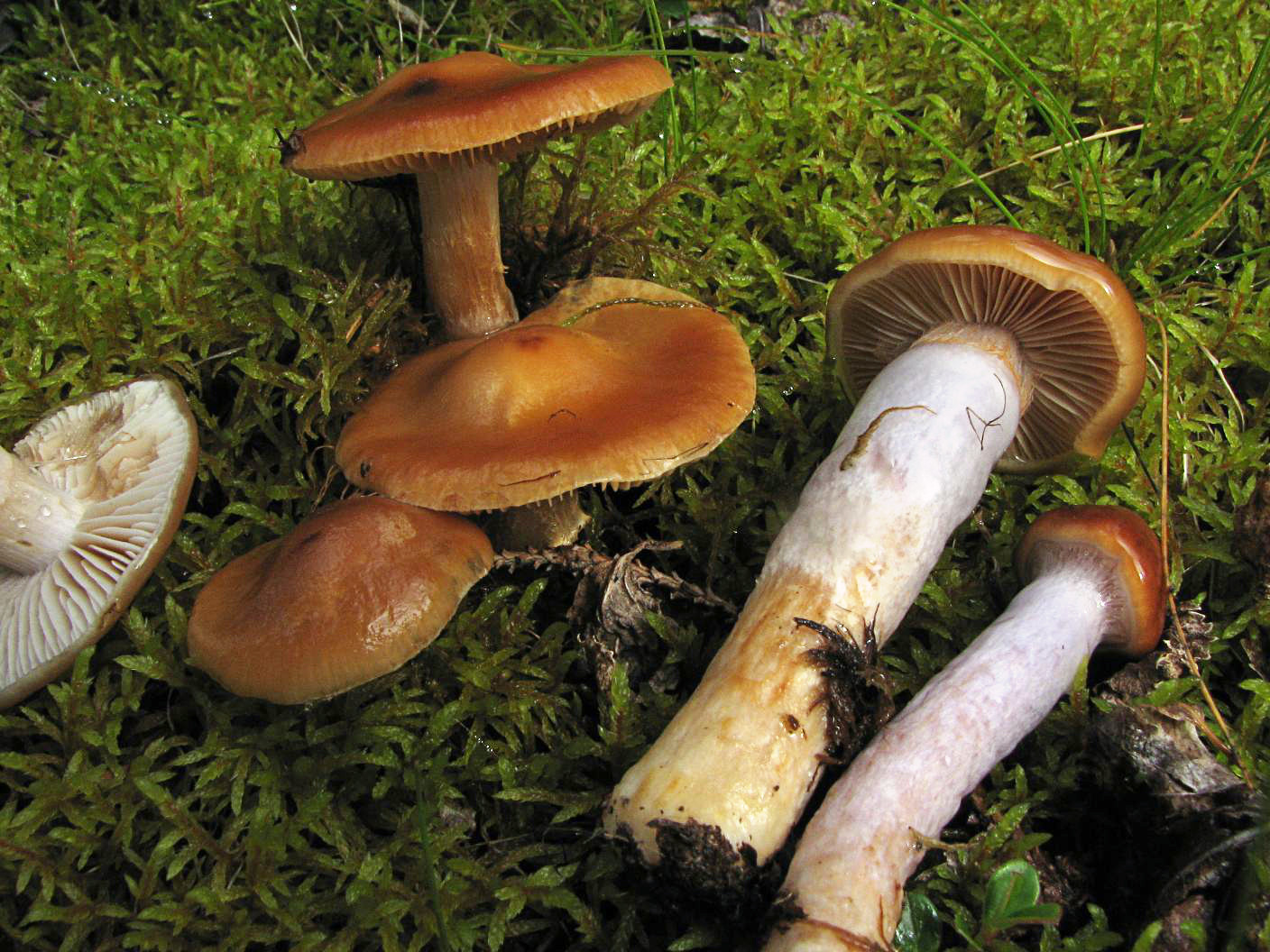
C. collinitus, stadii de evoluție
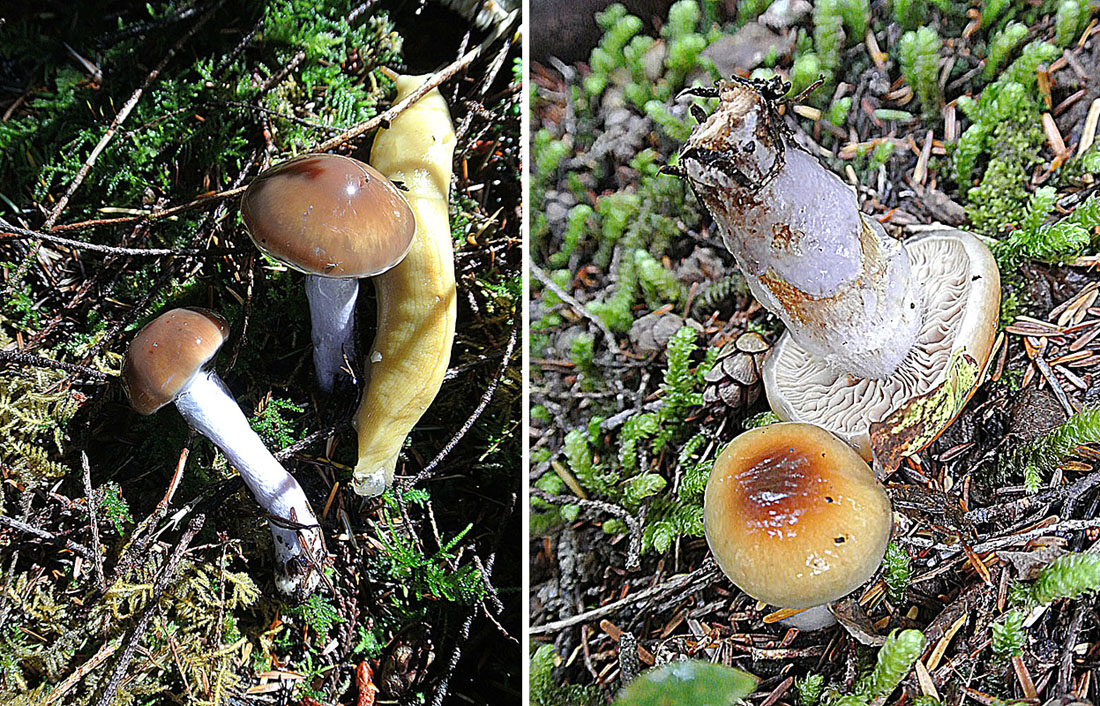
C. collinitus, forme diferite

## Confuzii
Această specie poate fi confundată în mod normal numai cu ciuperci ale aceluiași gen, ca de exemplu: Cortinarius alboviolaceus (necomestibil),  Cortinarius allutus (comestibil), Cortinarius balteatus (tânăr comestibil),  Cortinarius camphoratus (necomestibil), Cortinarius infractus (necomestibil, extrem de amar), Cortinarius elatior (comestibil, miros de miere), Cortinarius glaucopus (comestibil), Cortinarius livido-ochraceus (comestibil), Cortinarius mucifluus (comestibil), Cortinarius mucosus (comestibil, foarte asemănător), Cortinarius multiformis (comestibil, lamele inițial albicioase, apoi cenușii până la maroniu-roșcate și picior inițial albicios, apoi ocru deschis), Cortinarius saginus (comestibil, aspect mai uscat pe suprafață), Cortinarius stillatitius (comestibil, miros de miere), Cortinarius traganus (otrăvitor), Cortinarius turmalis (necomestibil), Cortinarius variicolor (comestibil), Cortinarius varius (comestibil) sau Cortinarius vibratilis (necomestibil).
Începători confundă câteodată pe buretele mâzgos cu unele specii ale genului Hebeloma,  cu toate necomestibile prin gustul și/sau mirosul lor nepotrivit, ca de exemplu cu Hebeloma laterinum sin. Hebeloma edurum (pălărie crem până ocru-maroniu cu tonuri roșiatice, lamele la început albicioase, apoi maronii, picior albicios-ocru.

## Specii asemănătoare în imagini

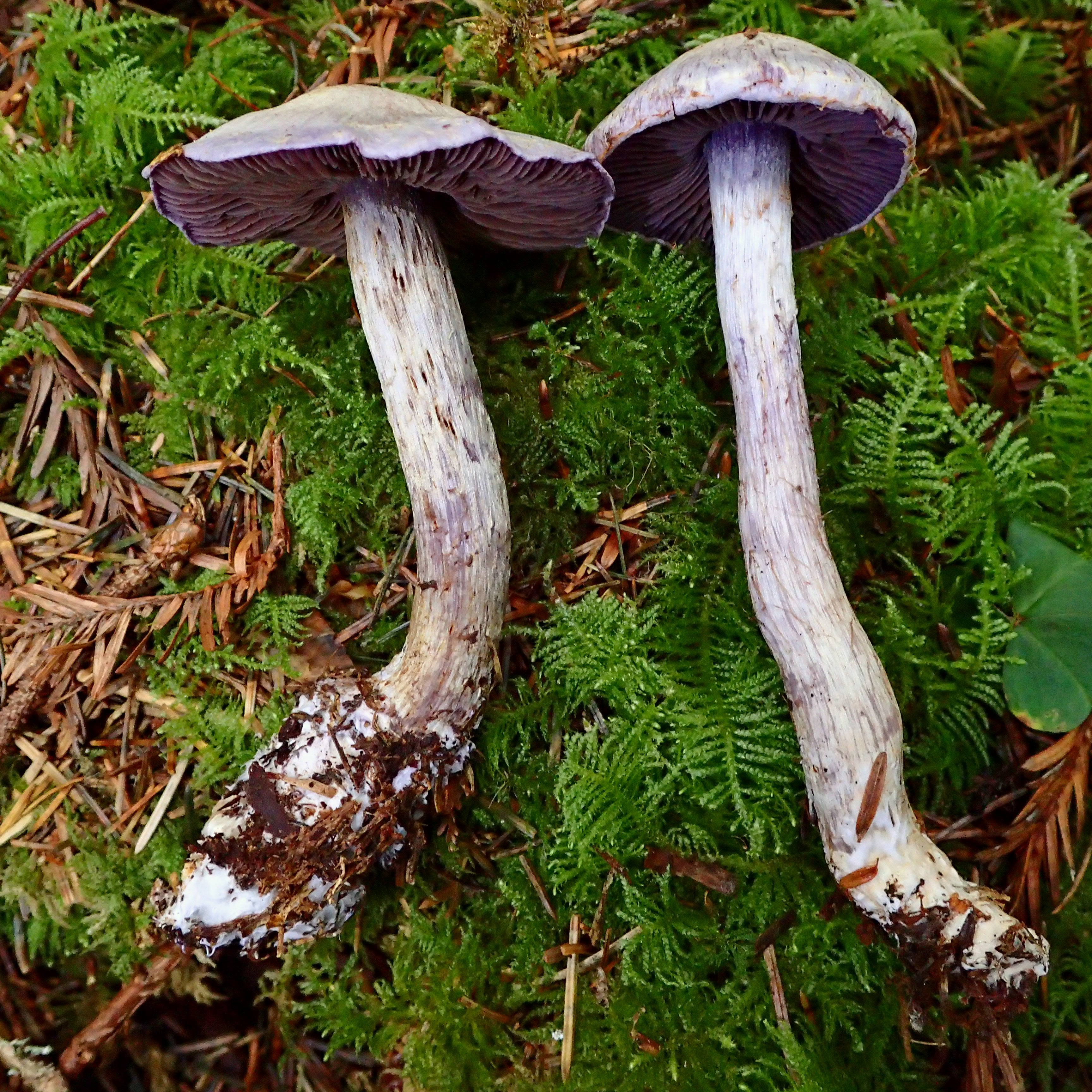
!Cortinarius alboviolaceus!
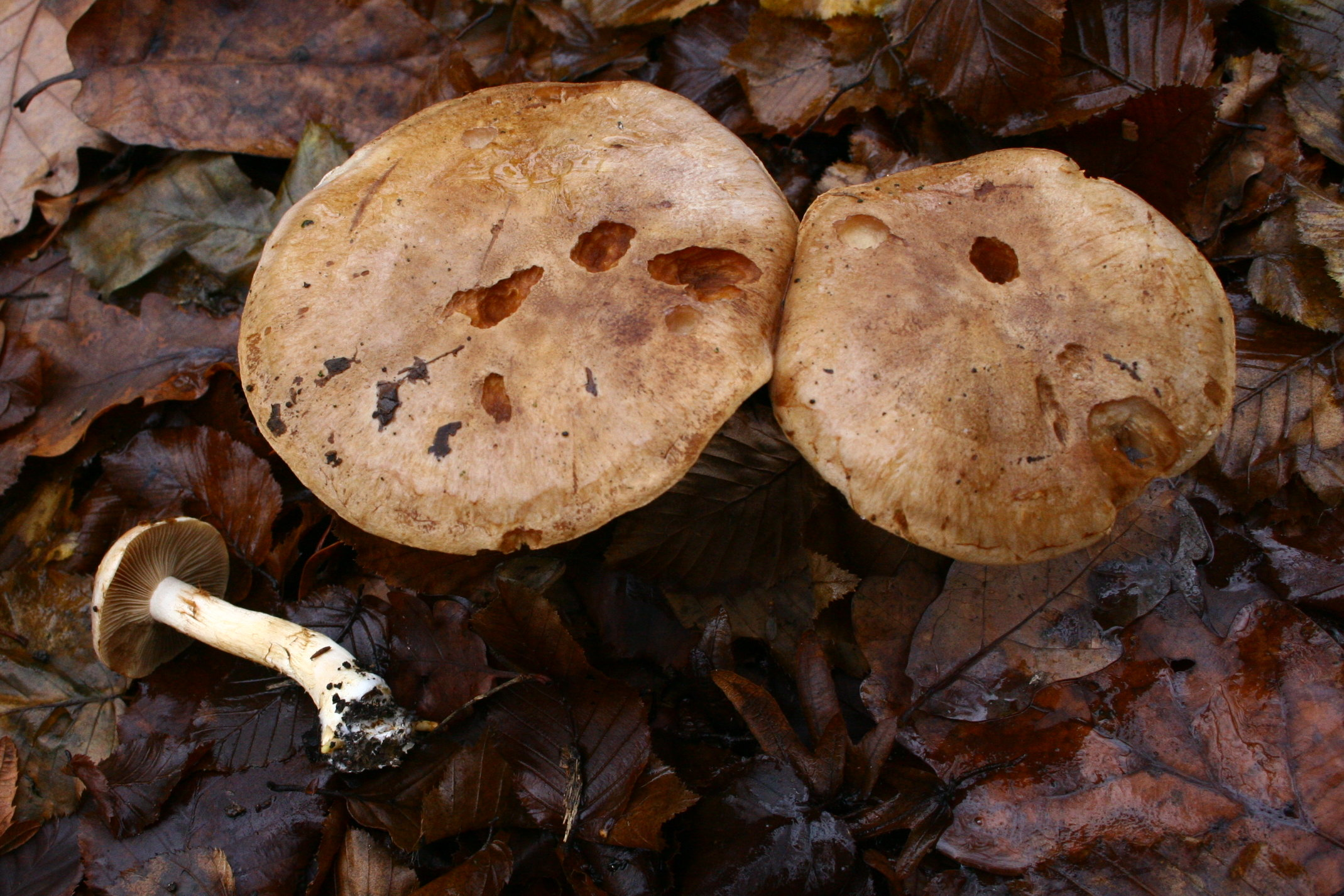
Cortinarius balteatus
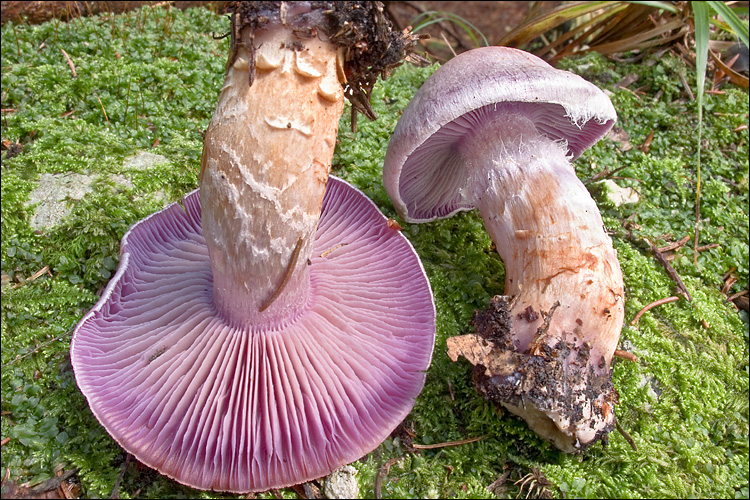
!Cortinarius camphoratus!
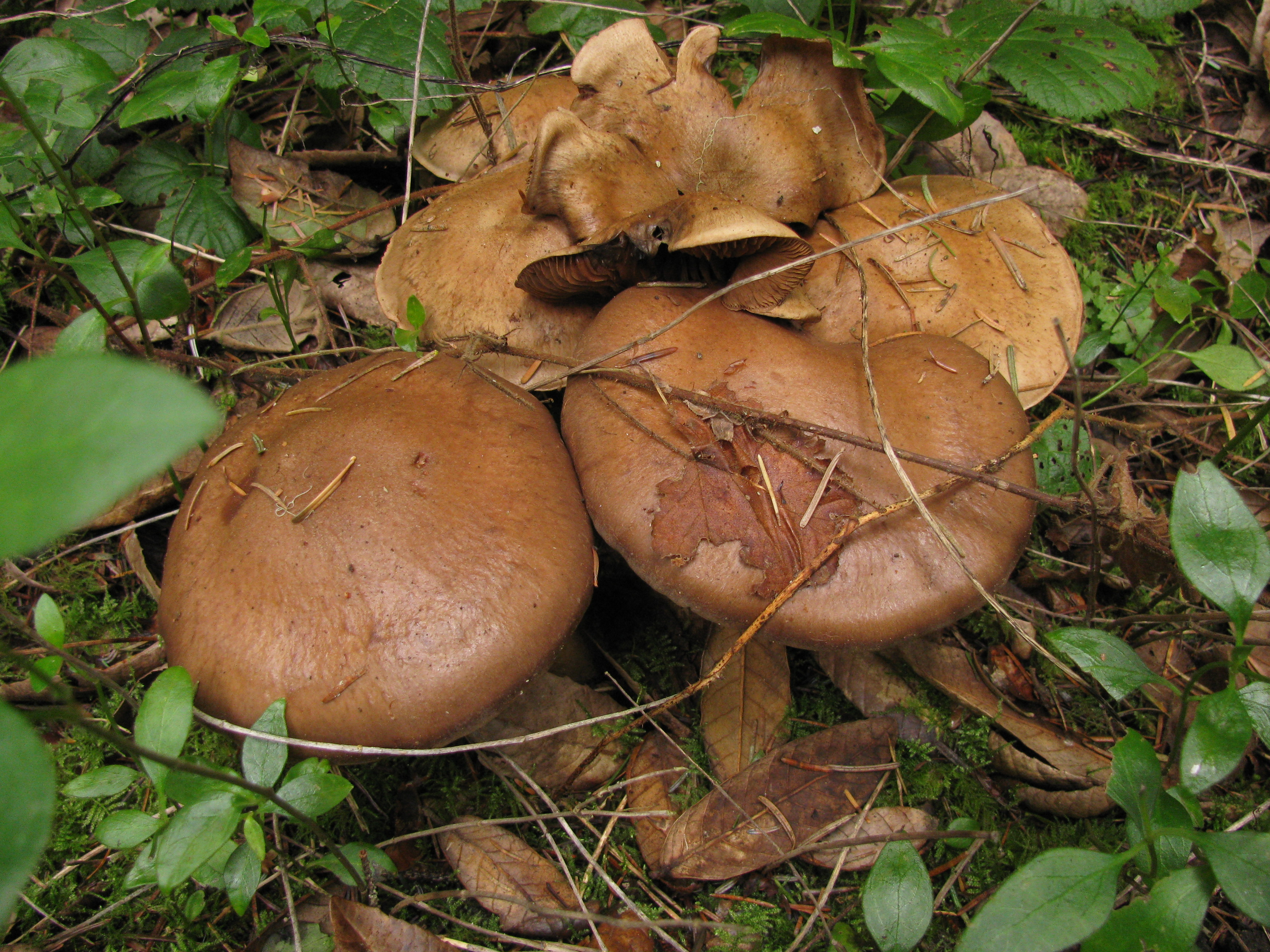
!Cortinarius infractus!
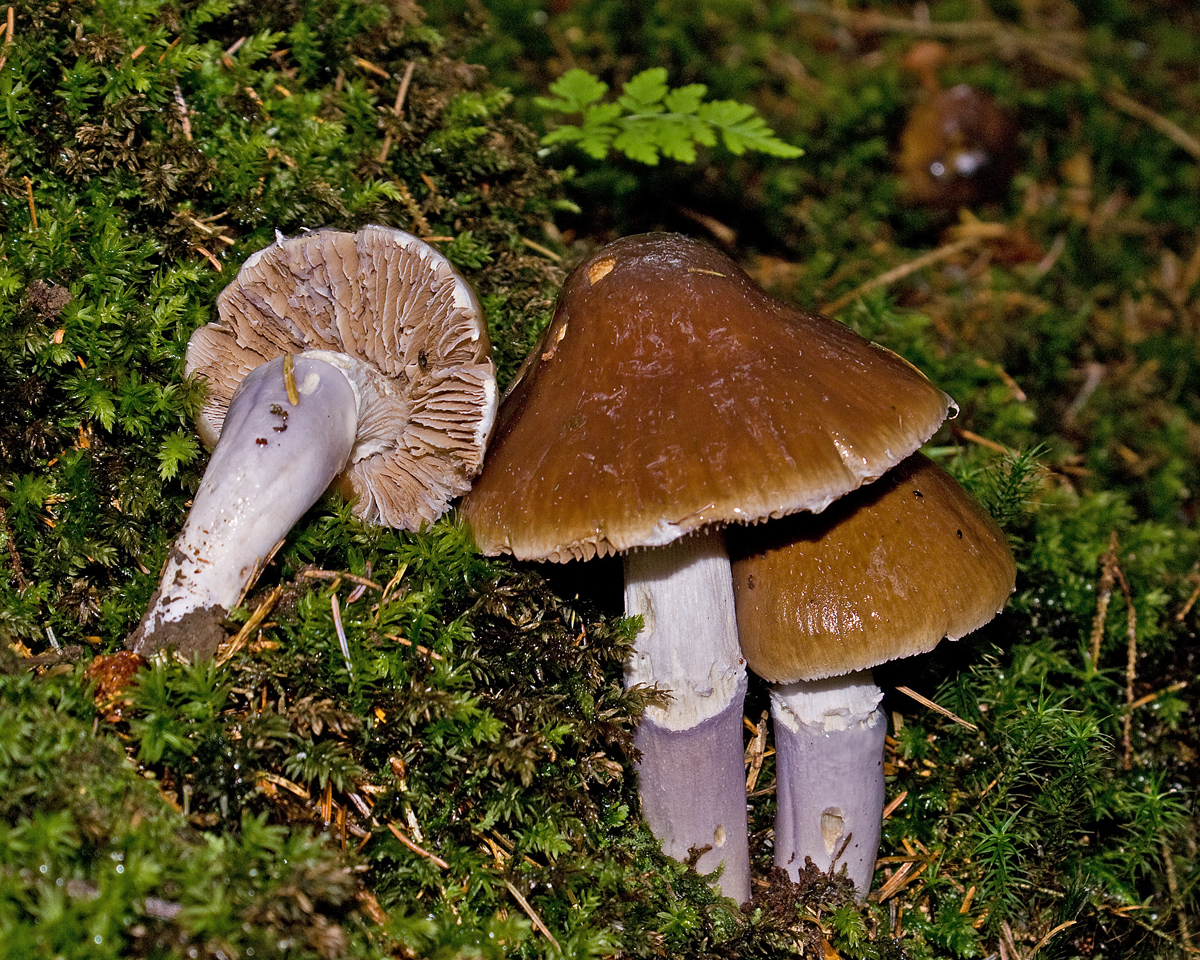
Cortinarius elatior
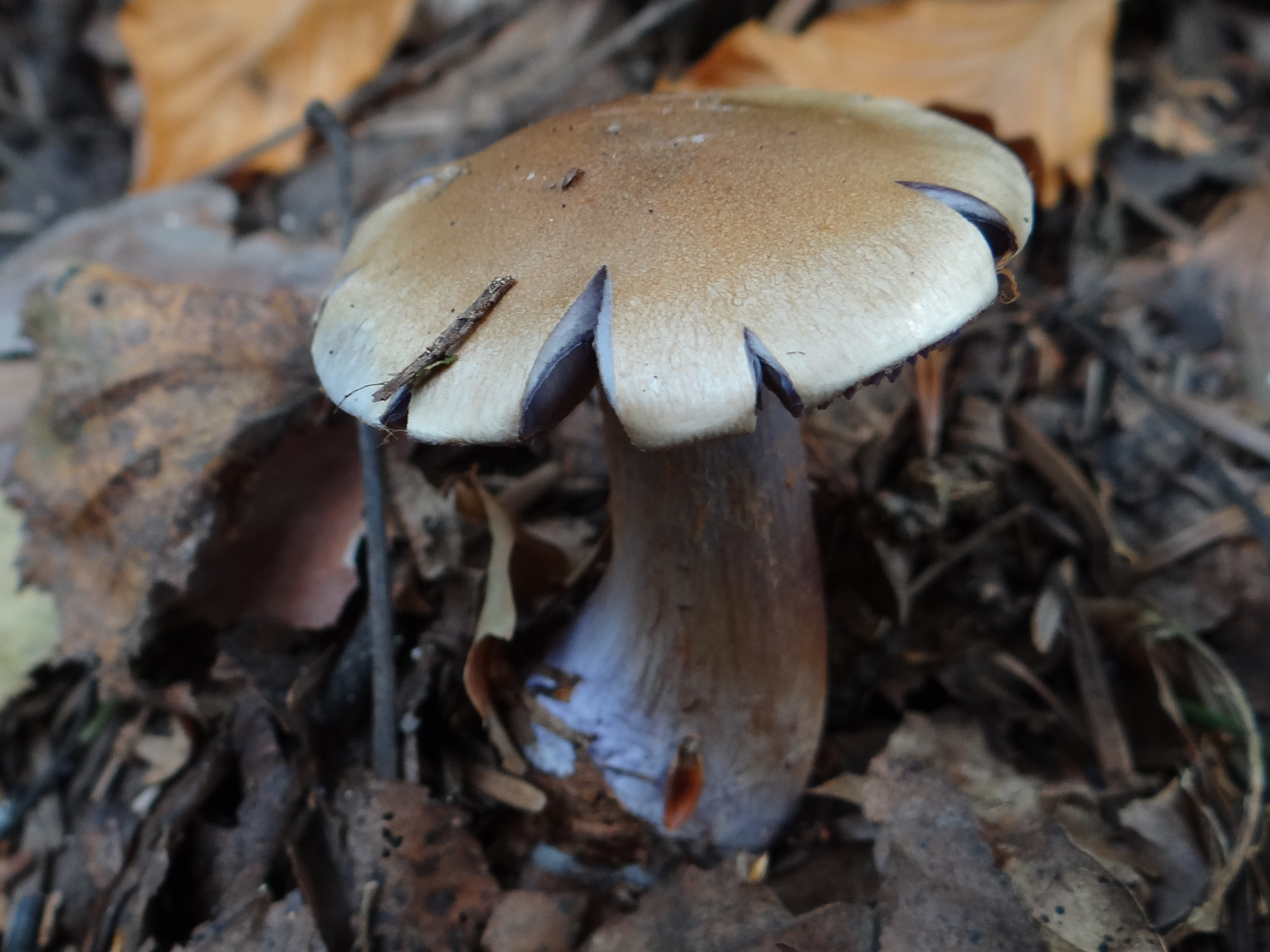
Cortinarius glaucopus

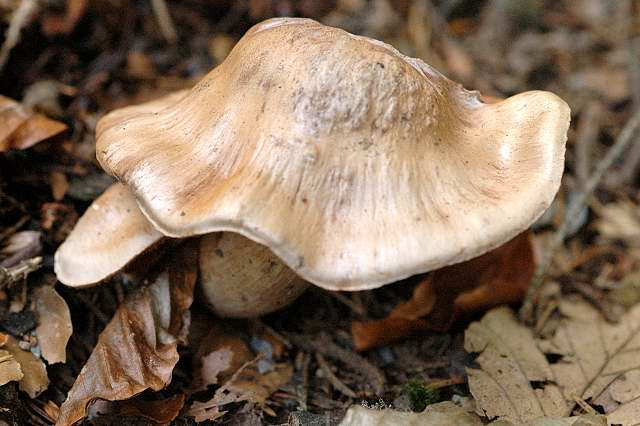
Cortinarius livido-ochraceus
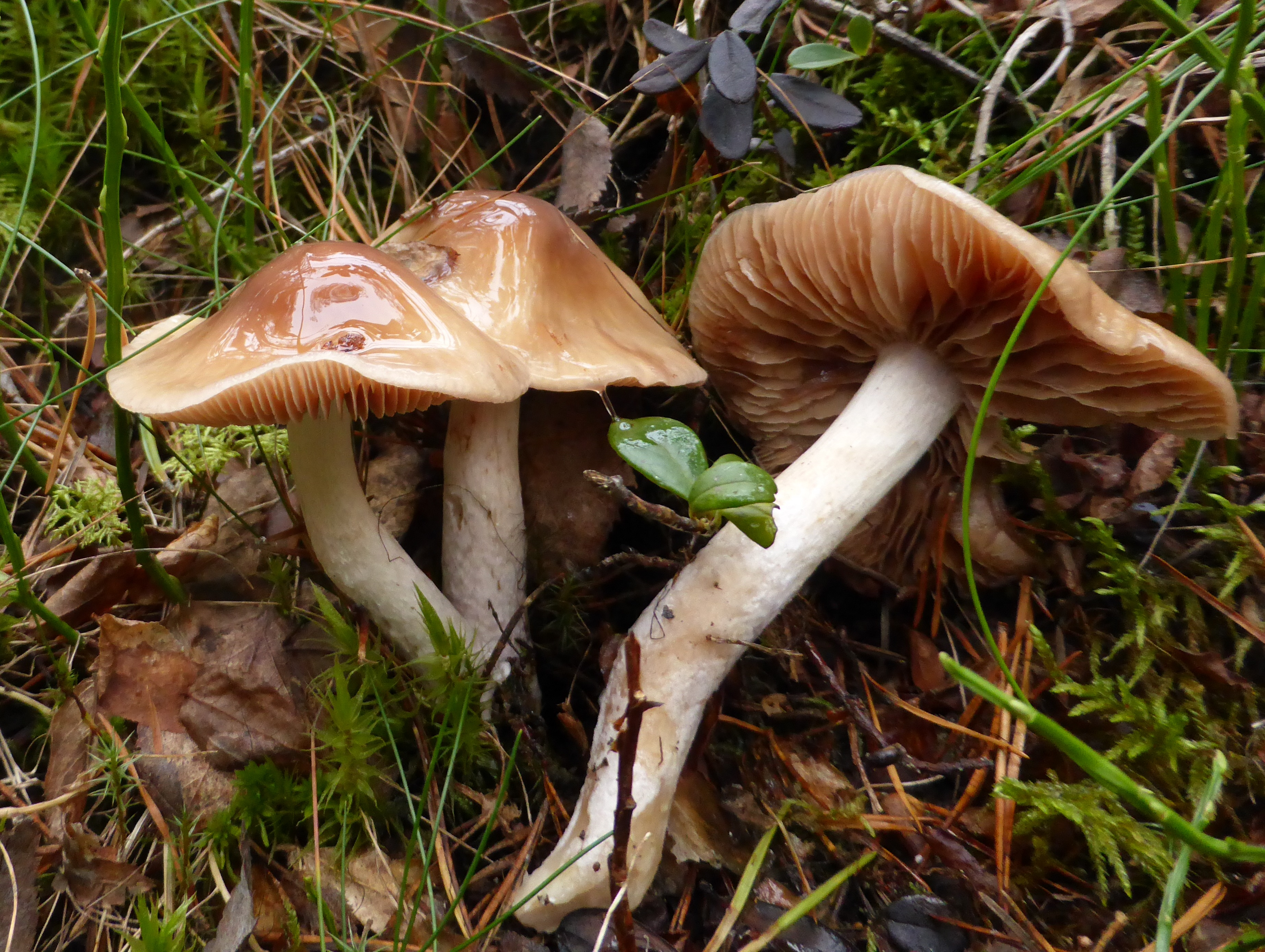
Cortinarius mucifluus
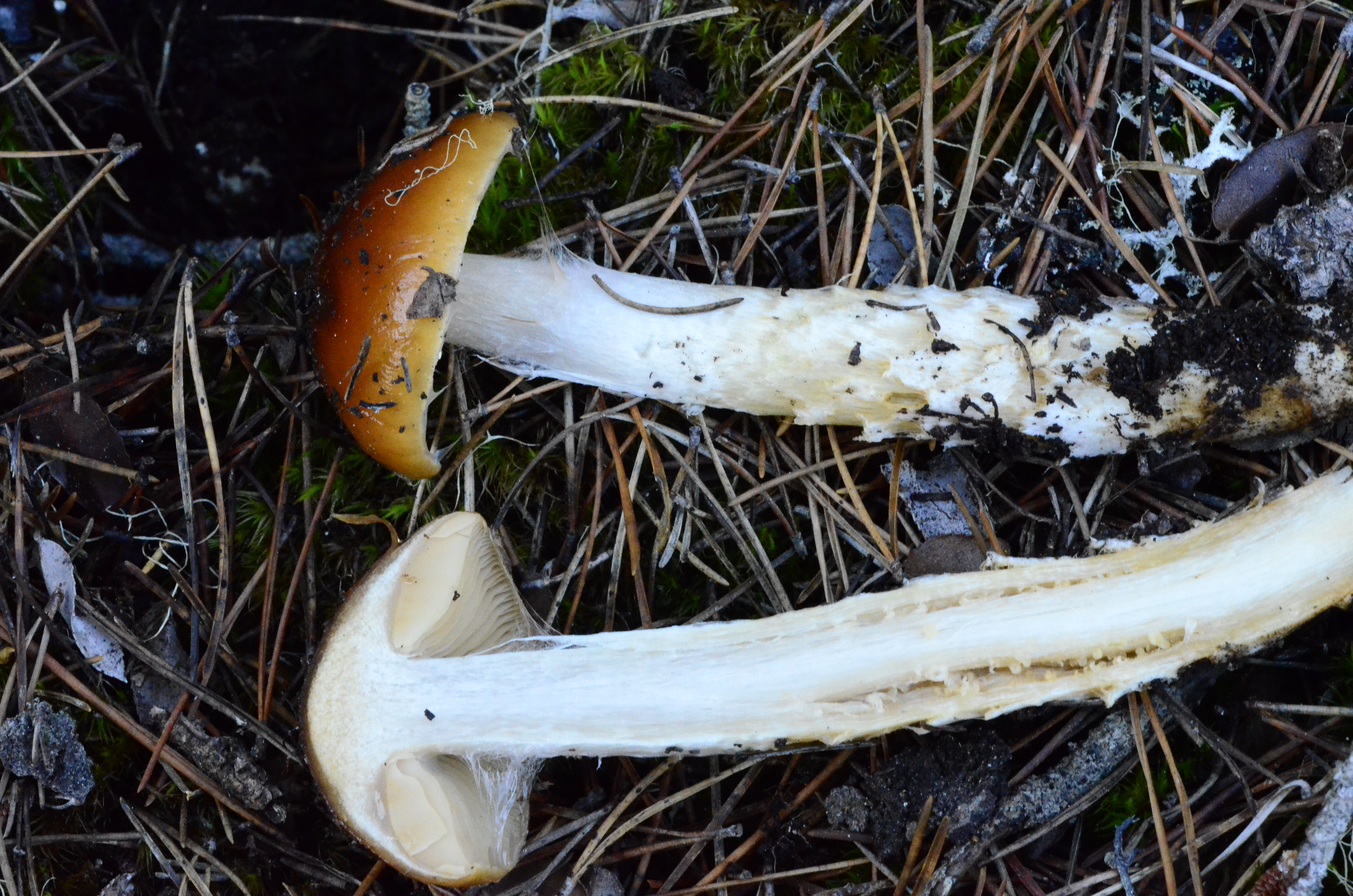
Cortinarius mucosus
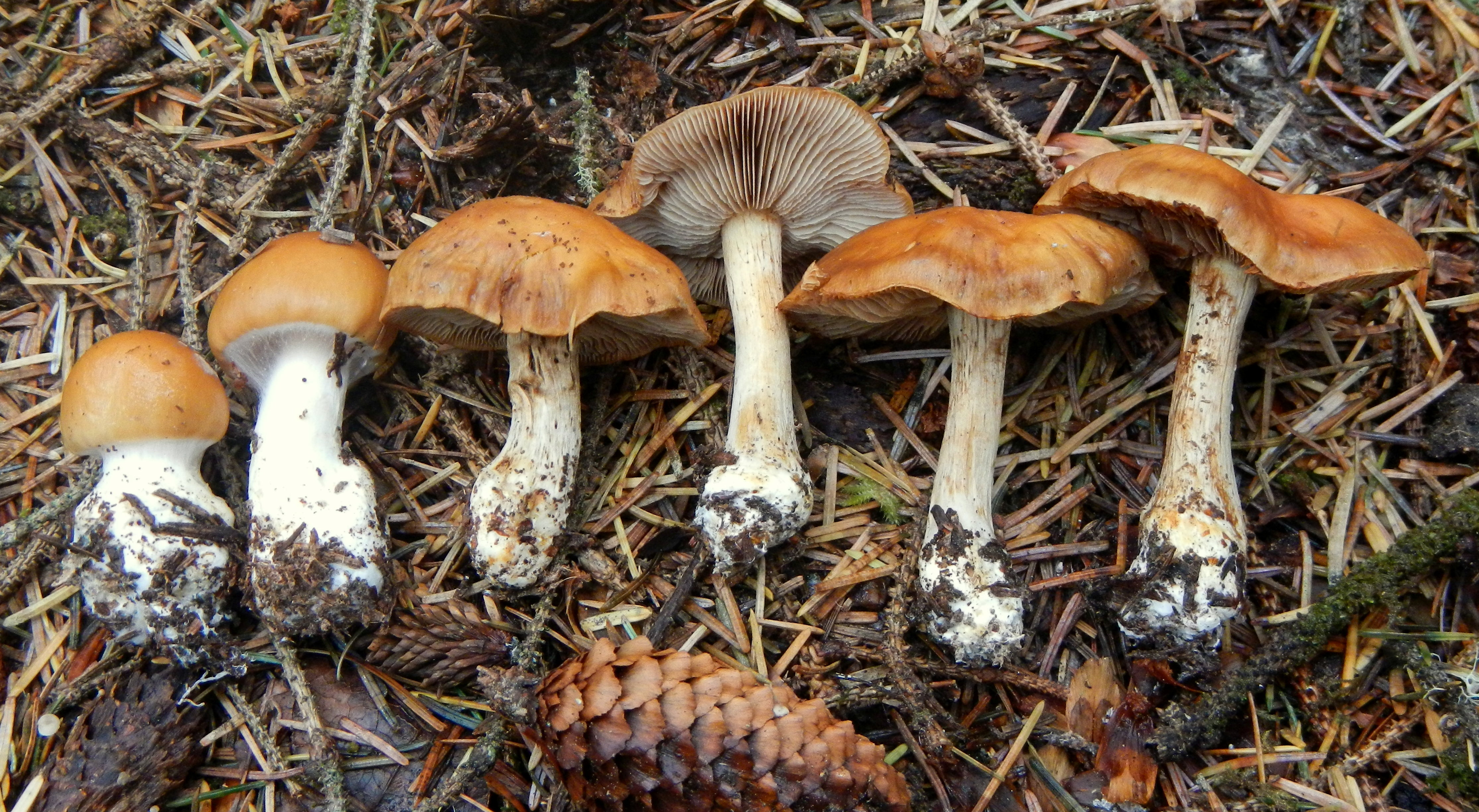
Cortinarius multiformis
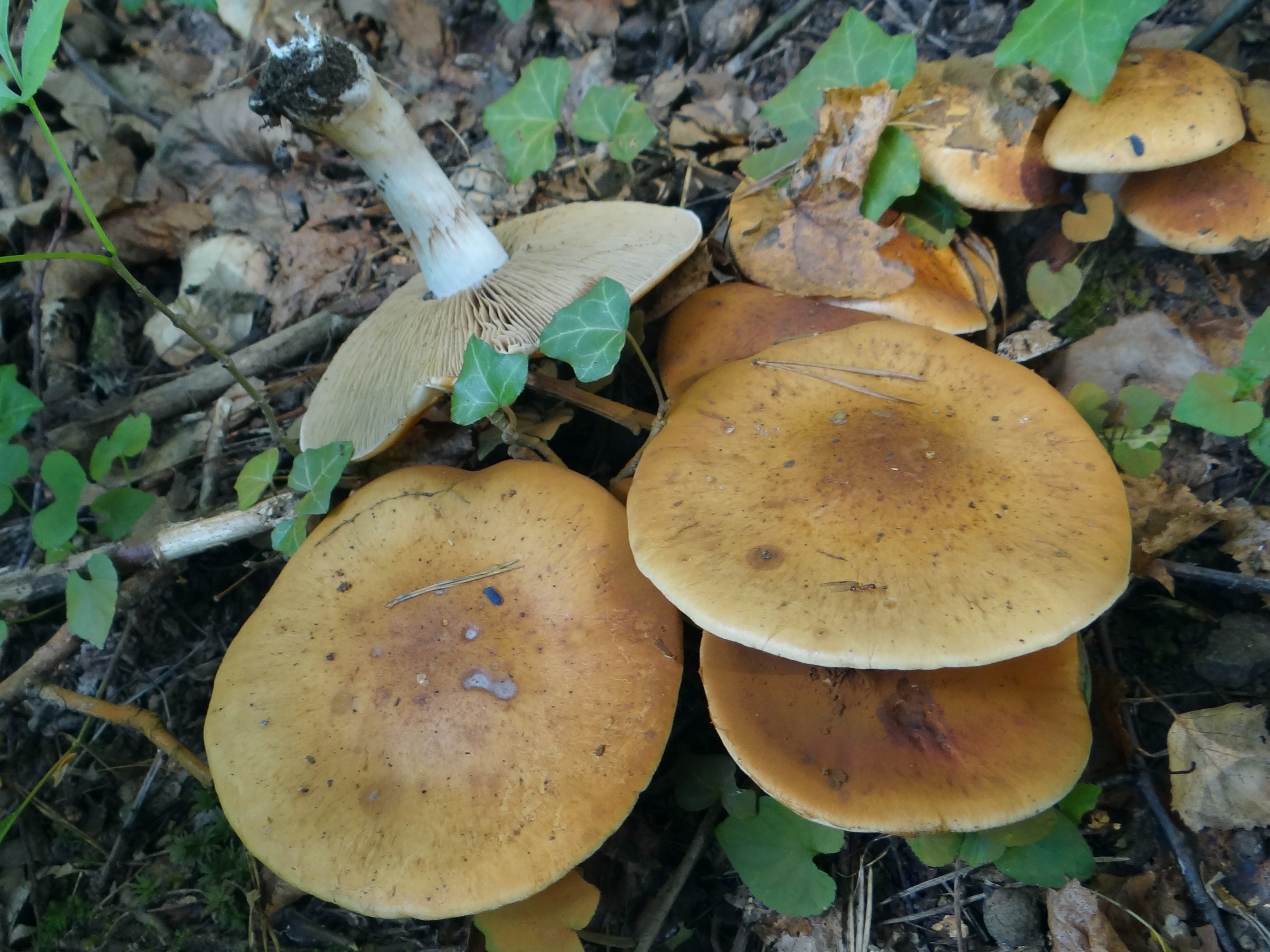
Cortinarius saginus
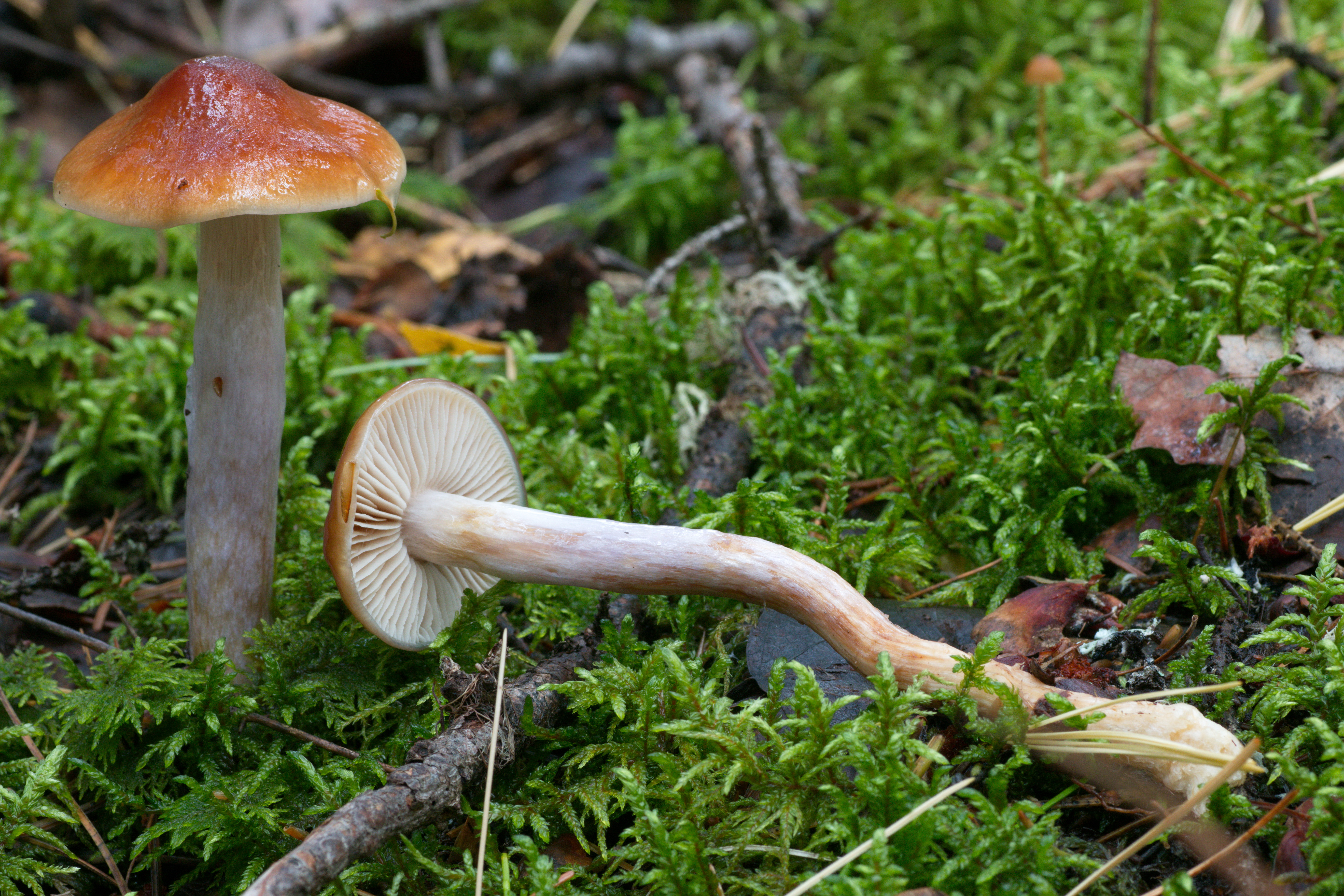
Cortinarius stillatitius

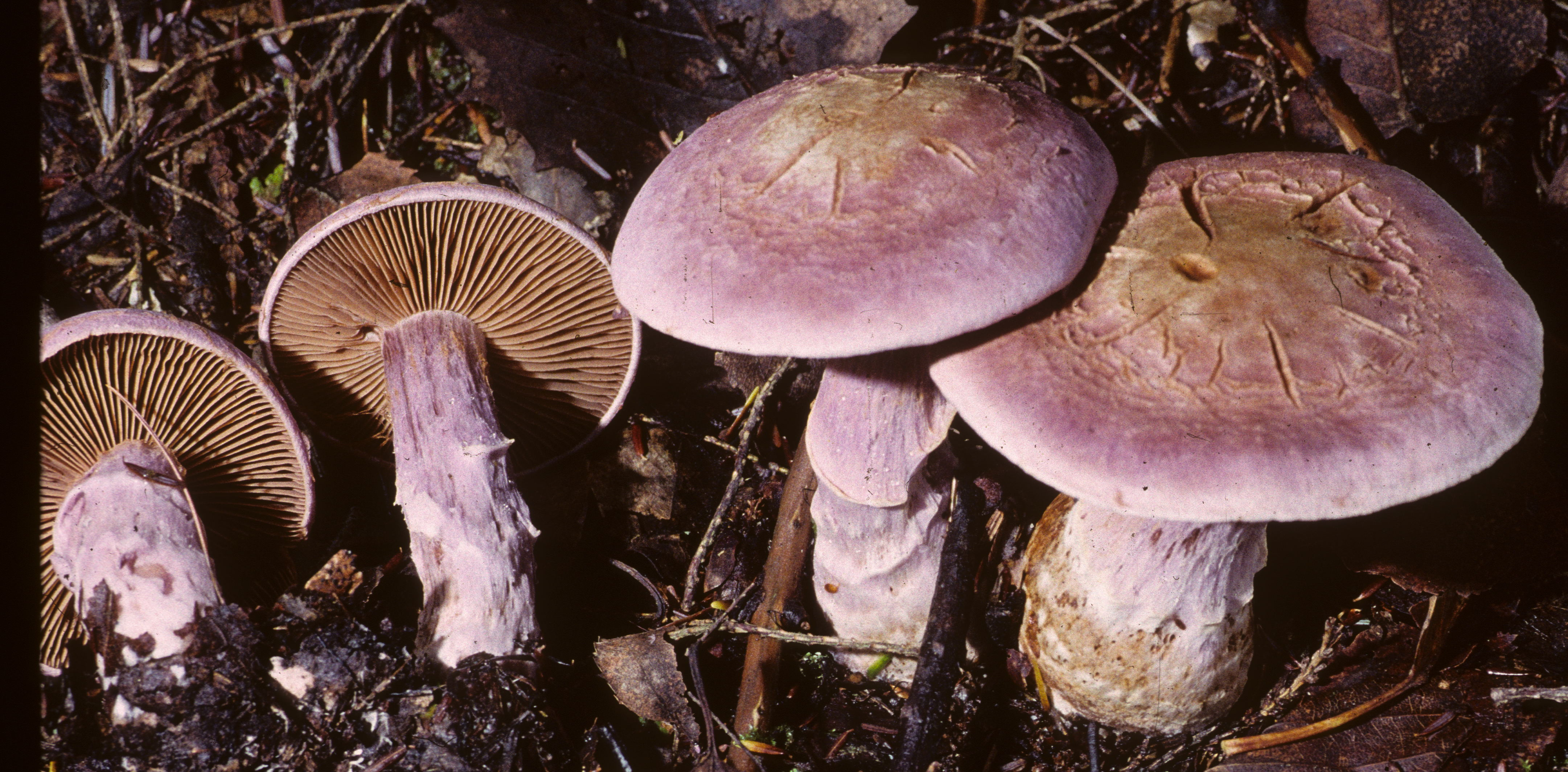
!!Cortinarius traganus!!
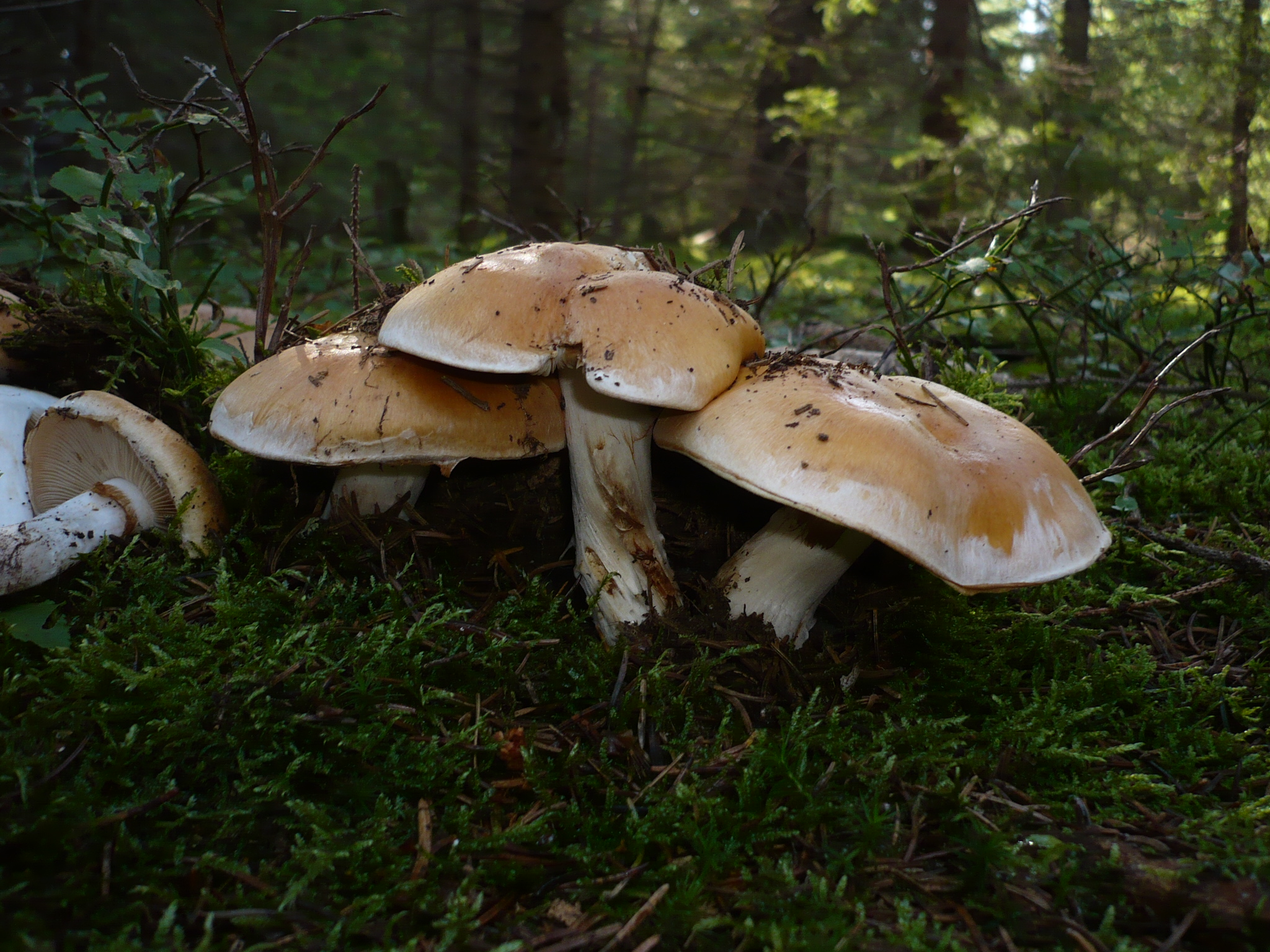
!Cortinarius turmalis!
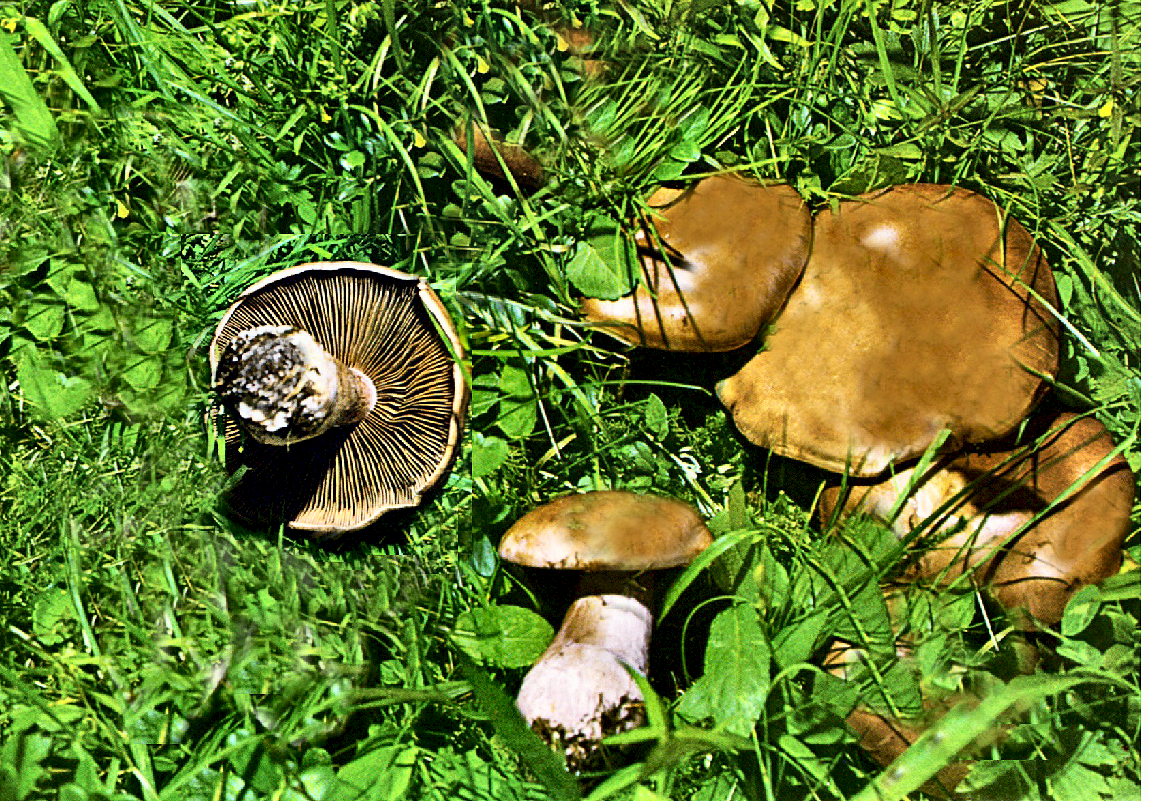
Cortinarius variicolor
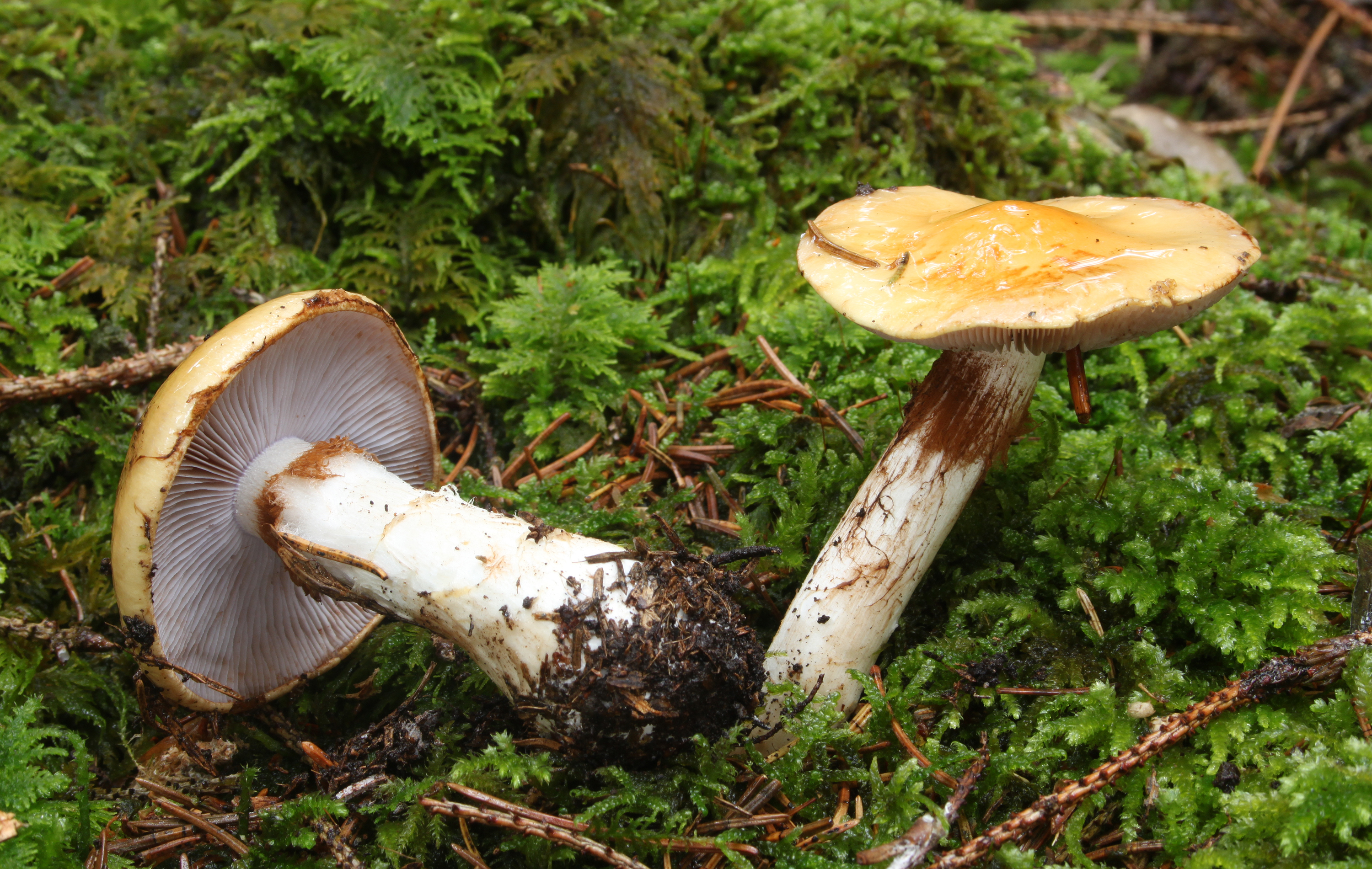
Cortinarius varius
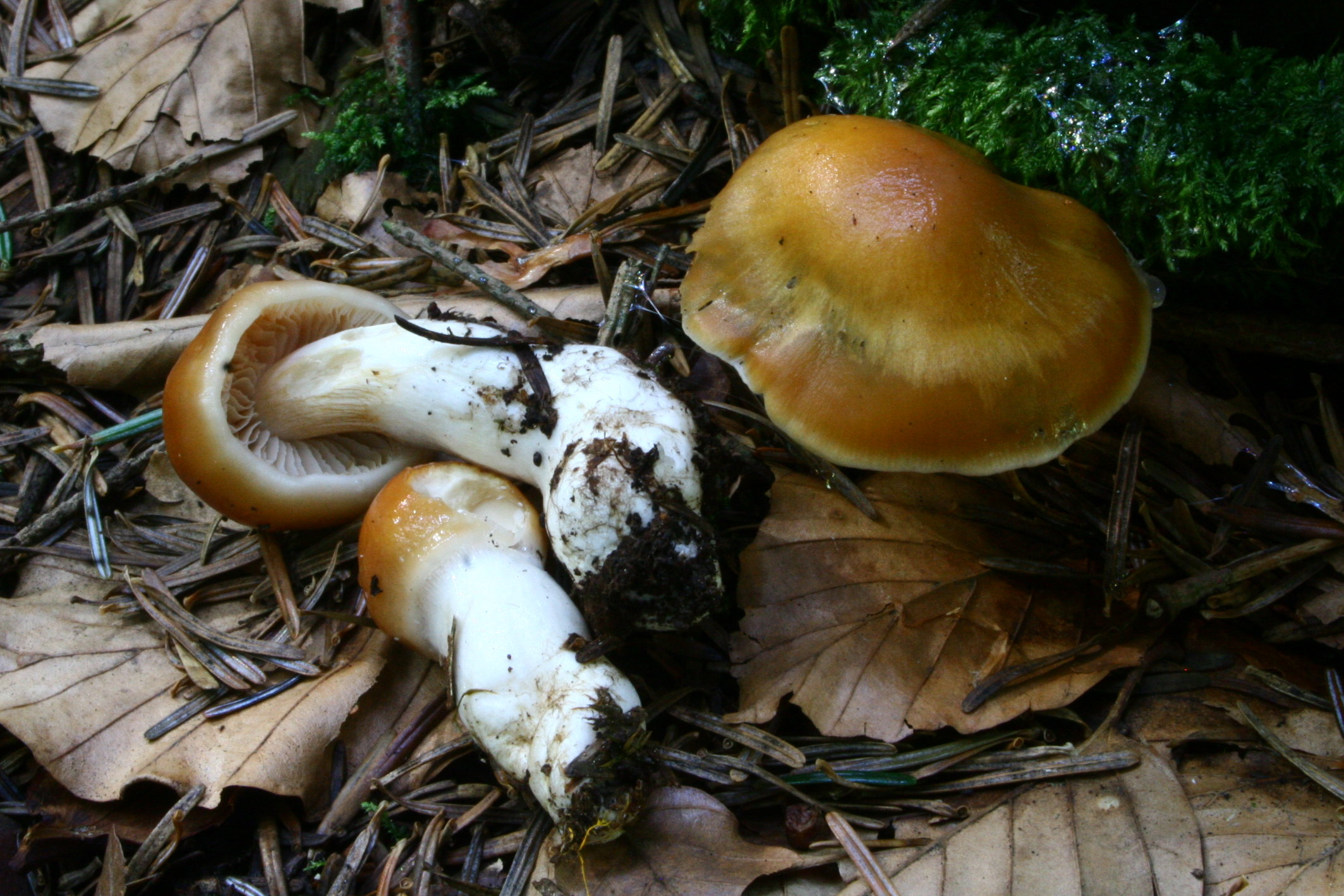
!Cortinarius vibratilis!
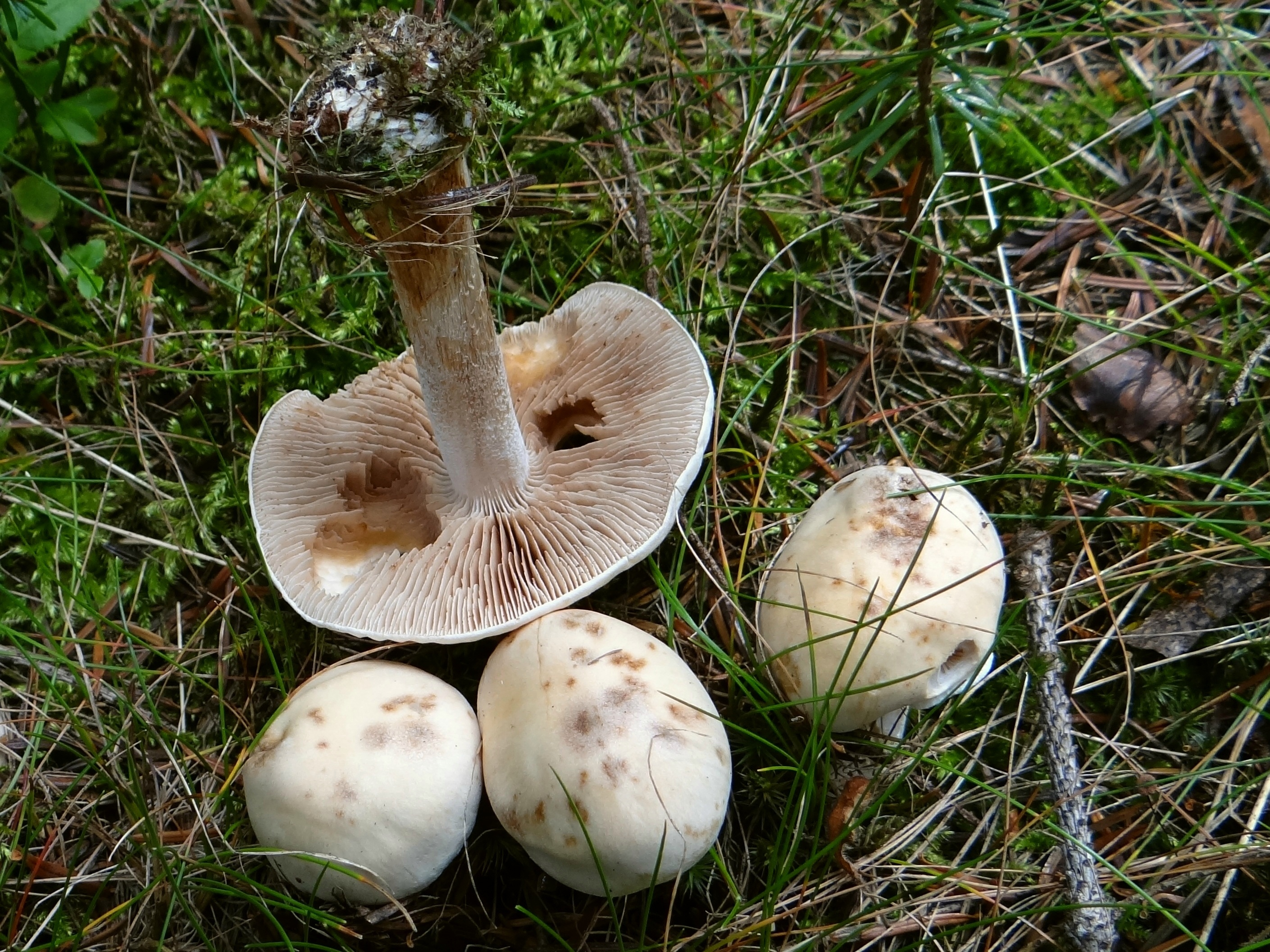
!Hebeloma laterinum sin. edurum!

## Valorificare
Prin gustul precum mirosul său imperceptibil, ciuciuleții băloși nu se potrivesc foarte bine pregătiți singur. Dar prin carnea lor destul de tare (în tinerețe) se oferă ca adăugare la mâncăruri cu alte ciuperci, în primul rând cu hribii. Pentru alți consumatori, buretele este predestinat pentru prepararea în legătură cu legume fine, asemănător hreanului pădurii. sau adăugați la jumări de ou, omletă precum sufleu.